# Roger Le Déaut
Roger Le Déaut (Camors, 28 ottobre 1923 – Chevilly, 12 luglio 2000) presbitero della Congregazione dello Spirito Santo (C.Sp.S.), professore di lingua e letteratura aramaico-targumica al Pontificio Istituto Biblico di Roma.

## Biografia
Nato il 28 ottobre 1923 a Camors (diocesi di Vannes, in Francia), Roger entrò nella Congregazione dello Spirito Santo all'età di 19 anni. Nel febbraio del 1945 fu arruolato nell'esercito francese e destinato alla scuola per sotto-ufficiali di Chabron in Avignone, dove si esercitò nella disattivazione di mine e nella costruzione di ponti sui fiumi. Dopo l'armistizio (8 maggio 1945) fece parte di un'unità francese in Germania. In quel tempo era appassionato di musica e maestro d'organo. Successivamente rinunciò a quest'arte per dedicarsi totalmente allo studio.
Ordinato sacerdote e destinato dai superiori della sua Congregazione alla formazione del clero, ottenne alla Sorbona la Licence-ès-Lettres nel 1948; successivamente la Licenza in Teologia (1952) e in Filosofia (1954) alla Pontificia Università Gregoriana. Nel 1954 si iscrisse al Pontificio Istituto Biblico, conseguendo la Licenza in Sacra Scrittura il 16 giugno 1956 summa cum laude.
Fu il padre Stanislas Lyonnet che lo introdusse allo studio del Targum Neofiti, recentemente scoperto, e, sotto la sua direzione, redasse la sua tesi di dottorato, La Nuit Pascale. Essai sur la signification de la Pâque juive à partir du Targum d'Exode 12,42, difesa il 20 dicembre 1962 summa cum laude e pubblicata l'anno successivo con lo stesso titolo nella collana Analecta Biblica (n. 22).
Per trent'anni, dal 1964 al 1994, fu professore di Lingua e letteratura aramaico-targumica nella Facoltà Biblica del Pontificio Istituto Biblico. Però la sua attività di insegnamento si estese anche a temi come la natura e la teologia della versione greca dell'Antico Testamento (LXX) e i movimenti religiosi e le sette del giudaismo del I secolo.
Durante la sua attività di professore diresse dodici tesi di dottorato, e di altre sette fu co-relatore, sempre su argomenti riguardanti l'antica letteratura giudaica e le relazioni tra Antico e Nuovo Testamento, con particolare riferimento al Midrash e ai Targumin. In questo lavoro dimostrò si considera comunemente che avesse doti d'insegnamento non comuni.
Di salute non molto forte, le sue condizioni furono rese più precarie da vari interventi chirurgici, che condizionarono non poco la sua attività di insegnamento e di ricerca. Ciononostante, non interruppe mai il suo intenso e rigoroso lavoro intellettuale, continuato fino a pochi mesi dopo essere diventato emerito nel 1993. Avrebbe voluto continuare la sua attività di insegnamento ancora per qualche anno, ma anche il breve spostamento dal vicino Seminario Francese, dove abitava, all'Istituto Biblico era per lui troppo faticoso.
Le Déaut fu membro della Studiorum Novi Testamenti Societas (SNTS), e si mantenne sempre in contatto con i collegi del suo campo di specializzazione. La sua passione per la letteratura targumica maturò in lui una speciale sensibilità per il dialogo tra giudaismo e cristianesimo, una preoccupazione che gli stava molto a cuore come espressione della teologia dell'incarnazione. Fu per molti anni collaboratore del centro SIDIC (Service International de Documentation Judéo-Chrétien) diretto dalla suore di Nostra Signora di Sion.
Morì il 12 luglio 2000 a Chevilly (Francia), in seguito a ictus cerebrale.

## Pubblicazioni principali
Tra le sue pubblicazioni, oltre alla già menzionata tesi di dottorato meritano di essere segnalate:
- Targum du Pentateuque / traduction des deux recensions palestiniennes complètes avec introduction, parallèles, notes et index (in collaborazione con J. Robert), Sources chrétiennes 245, 256, 261, 271, 282; Cerf, Parigi 1978-81
- Targum des Chroniques (Cod. Vat. Urb. Ebr. 1). I. Introduction et traduction. II. Texte et glossaire (in collaborazione con J. Robert), Analecta Biblica 51A/B, Pontificio Istituto Biblico 1971
- Liturgie juive et Nouveau Testament: Le témoignage des versions araméennes, Scripta Pontificii Instituti Biblici 115, Pontificio Istituto Biblico, Roma, 1965 (trad. inglese, riveduta: The Message of the New Testament and the Aramaic Bible (Targum), Subsidia Biblica 5, Biblical Institute Press, Roma 1982
- Introduction à la littérature targumique, Pontificio Istituto Biblico, Roma 1966
- Le Judaïsme, in Dictionnaire de spiritualitè, vol. VIII, pagg. 1847-1522.